# 프랑수아 라뤼엘
프랑수아 라뤼엘(François Laruelle)은 1937년 8월 22일 보주 샤블로에서 태어난 프랑스의 철학자이다. 라뤼엘은 "비-철학"이라는 개념을 창시한 인물이다.

## 생애
에콜 노르말 쉬페리외르의 학생으로 철학 교수 자격과 박사 학위를 취득한 라뤼엘은 아라스, 파리에서, 그리고 앙강의 그랑제콜 준비반에서 강의를 했고, 이후 파리 낭테르 대학교 교수로 임명되었으며 철학 국제 학술 프로그램 총감을 맡았다. 라뤼엘은 폴 리쾨르와 친밀히 지낼 때가 있었으며 1977년에는 장 뤽 낭시, 사라 코프먼, 자크 데리다, 필리프 라쿠-라바르트와의 대담집을 출간하였다. 1980년대에 라뤼엘은 두 학술지(왜 철학이 아닌가?Pourquoi pas la philosophie ?(1983-1985), 철학적 결정La Décision philosophique(1987-1989))를 창간하고 편집했으며, 이후 1990년대에는 총서(철학적 창조L'Invention philosophique, 오비에 출판사와 비철학 총서Bibliothèque de non-philosophie(1995년부터) 키메 출판사)를 발간했다.
라뤼엘은 파리 낭테르 대학교의 명예 교수이자 철학 국제 학술 프로그램 전(前) 총감이다. 그는 예술, 철학, 미학 연구 센터(EA 3459, CRéART-PHI)의 연구자이다. 예술에 대한 그의 사상은 역사와 철학과 연결되어 "사상-예술 프로젝트Le projet d'une pensée-art" 또는 "비-철학non-esthetique", 예술의 현재Le Présent de l'Art : l'hypothèse fictionnaliste, Paris, Germs, 2013, sous la dir.de Ciro Giordano Bruni라는 이름으로 나타났다.